# Hereford
Hereford je stolno mesto, civilna župnija v okrožju Herefordshire, Anglija. Leži ob reki Wye, približno 26 km vzhodno od meje z Walesom, 39 km jugozahodno od Worcestra in 37 km severozahodno od Gloucestra. S 53.516 prebivalci je največje naselje v okrožju.
Ime Hereford izvira iz anglosaških besed here v pomenu 'vojska' in ford v pomenu 'plitvina' oziroma 'brod'. Če je domneva pravilna, je ime Hereford prvotno pomenilo kraj, 'v katerem vojska po plitvini prečka reko (Wye)'. Valižansko ime za Hereford je Henffordd, kar pomeni 'stara cesta', ter se verjetno nanaša na rimsko cesto in rimsko naselje v bližnjem Strettonu Sugwasu.
Prva listina mesta je iz leta 1189, ko je vladal Rihard I., in omenja Hereford v Walesu.  Hereford ima že od nekdaj status mesta, ponovno pa je bil potrjen oktobra 2000. 
Zdaj je znano predvsem kot trgovsko središče za širše podeželje. Znani izdelki so: jabolčnik, pivo, usnjeni izdelki, nikljeve zlitine, perutnina, kemikalije in govedo, od tu je tudi slavna herefordska pasma.

## Zgodovina
Hereford je med letoma 676 in 688 postal sedež škofa Putte v Herefordu. Zaradi bližine meje med Mercijo in Walesom je naselje raslo in bilo glavno mesto zahodne Mercije do začetka od 8. stoletja. 
Sovražnosti med Anglosasi in Valižani so dosegle višek v bitki za Hereford leta 760, v kateri so se Briti osvobodili angleškega vpliva. Hereford je bil ponovno tarča spopada Valižanov z anglosaškim kraljem Edvardom Spovednikom leta 1056, ko so Vikingi podprli  Gruffydda ap Llywelyna, kralja Gwynedda in Powysa, ki je vkorakal v mesto in ga zažgal pred zmagoslavno vrnitvijo domov.  Zahodno od reke Severn je bila med vladanjem Ethelstana (924–39) samo v Herefordu kovnica in bil je obmejno mesto, kamor je Ethelstan vabil vodilne valižanske kneze. 
Sedanja stolnica v Herefordu izvira iz zgodnjega 12. stoletja tako kot prvi most čez reko Wye.  Nekdanja škofa Hereforda sta bila tudi sveti Thomas de Cantilupe in lord zakladnik Anglije Thomas Charlton.
Mesto je dalo ime dvema predmestjema Pariza v Franciji: Maisons-Alfort (54.600 prebivalcev) in Alfortville (36.232 prebivalcev) zaradi dvorca, ki ga je zgradil Peter iz Aigueblanchea, škof v Herefordu sredi 13. stoletja.
Hereford je bil izhodišče za imetnike naslova grof Herefordski, ki so živeli na gradu Hereford. Po velikosti in obsegu je tekmoval z windsorskim. Z njega so odbijali valižanske napade, bil je varna trdnjava za angleške kralje, na primer kralja Henrika IV. v boju z valižansko marko proti Owainu Glyndŵru. Grad je bil porušen v 18. stoletju, območje pa preurejeno v park Castle Green.
Po bitki pri Mortimerskem križu leta 1461 v vojnah rož je bil poraženi lancastrski vodja Owen Tudor (ded prihodnjega kralja Henrika VII.) zajet v Herefordu in usmrčen v High Townu, kjer je spominska plošča. Pozneje je njegovega usmrtitelja, sira Rogerja Vaughana, ubil Ownov sin Jasper pod zastavo premirja.
Med državljansko vojno je mesto večkrat spremenilo vladarje. 30. septembra 1642 sta parlamentarca sir Robert Harley in Henry Grey, 1. grof Stamfordski, zasedla mesto brez odpora. V decembru so se umaknili v Gloucester zaradi vojske rojalistov pod vodstvom lorda Herberta. Mesto so na kratko spet med 23. aprilom in 18. majem 1643 zasedli parlamentarci pod vodstvom sira Williama Wallerja, a je bilo v letu 1645 v mestu še več bojev. 31. julija 1645 je 14.000 škotskih vojakov pod vodstvom Alexandra Leslieja, 1. grof Levenski, oblegalo mesto, a so se vojaška posadka in prebivalci uprli. Ko so 1. septembra izvedeli, da se bliža vojska kralja Karla, so se umaknili. Mesto je bilo dokončno v rokah parlamentarcev 18. decembra 1645, ko sta ga zajela polkovnika Birch in Morgan. Kralj Karel je mestu 16. septembra 1645 podelil mestni grb s tremi levi Riharda I. Levjesrčnega, desetimi škotskimi poševnimi križi (saltire), kar je pomenilo deset premaganih škotskih polkov, zelo redkim levom na vrhu grba, ki je znak "branilca vere", in še redkejšo čelado z zlatimi rešetkami, ki je samo v grbu  Londona. 
Nell Gwynne, igralka in ljubica kralja Karla II., se je domnevno rodila v Herefordu leta 1650 (čeprav tudi drugi kraji in mesta, zlasti Oxford, zahtevajo ta podatek zase); po njej se imenuje ulica Gwynn. Še en slaven igralec je bil rojen v Herefordu, David Garrick (1717–1779).
Škofova palača v bližini stolnice je bila zgrajena leta 1204 in so jo uporabljali do danes.  Hereford Cathedral School je tudi ena najstarejših šol v Angliji.
Med prvo svetovno vojno je leta 1916 požar v gledališču Garrick ubil osem mladih deklet, ki so nastopale na dobrodelnem koncertu. 

## Uprava
Glavni del lokalne samouprave je herefordshirski svet. Hereford ima "mestni svet", vendar je to pravzaprav župnijski svet s statusom mestnega in ima le omejene pristojnosti.
Zgodovinsko je bil Hereford okrajno mesto Herefordshira. Leta 1974 se je Herefordshire združil z Worcestershirom in postal del grofije Hereford in Worcester, Hereford pa okrožje nove občine. Hereford je bil oblikovan kot zgodovinsko okrožje z zakonom mestne korporacije leta 1835.  1. aprila 1998 sta bila župnija Hereford in Worcester ukinjena, Herefordshire in Worcestershire pa ponovno vzpostavljena kot ločena okraja, vendar z nekoliko spremenjenimi mejami.
Novi Herefordshire je postal enoten organ brez okolišev in tako je Hereford izgubil svoj širši status. Od leta 2000 je Hereford ena od le sedem civilnih župnij v Angliji, ki imajo status mesta.
Hereford je bilo ime parlamentarnega volilnega centra od 1295 do 2010, ko se je preimenoval v Hereford in Južni Herefordshire.

## Podnebje
Kot vsa Velika Britanija ima Hereford morsko podnebje z omejenimi sezonskimi temperaturami in zmernimi padavinami vse leto. Od leta 2001 sta bili skrajnosti na vremenski postaji Hereford Credenhill v razponu od 33,6 °C v juliju 2006 do –15,8 °C v decembru 2010. 

## Gospodarstvo
Glavni javni službi  sta:
- Herefordshirski svet,
- Herefordshire Primary Care Trust, organizacija v Angliji, odgovorna za zdravstvene storitve v okrožju Herefordshire.

Leta 2005 je Hereford dobil status mesta poštene trgovine.
Glavni delodajalci v mestu so:
- Bulmers, ki je zdaj v lasti Heinekena – Cider in proizvajalca alkoholnih pijač. Blagovne znamke so jabolčnik Woodpecker Cider, Strongbow in Bulmers Cider,
- Special Metals Wiggin, Ltd. – proizvajalci nikljevih zlitin,
- Cargill Meats Europe (prej Sun Valley) – proizvajalci in dobavitelji živil za trgovce na drobno in druge,
- Painter Brothers – proizvajalci pocinkanih jeklenih stolpov.

Druga velika podjetja s sedežem v Herefordshiru so še:
- Spinning Dog Brewery – pivovarji tradicionalnega piva v mestu Hereford,
- Wye Valley Brewery – proizvajalci piva Butty Bach in Hereford Pale Ale (HPA) in drugi,
- Weston's Cider – proizvajalec nagrajenega jabolčnika in hruškovca.

Herefordshire je svetovni center za jabolčnik s številnimi hektarji sadovnjakov. 

## Izobraževanje
Herefordshire je ena od le treh angleških grofij, ki nima univerze. Do leta 1977 je bil Hereford sedež Hereford College of Education, visokošolskega zavoda za usposabljanje učiteljev. 
Načrtujejo novo univerzo do leta 2017 za poučevanje predmetov STEM. 
Hereford ima več višjih šol, med njimi: 
- Hereford College of Arts – javno financirana umetniška šola,
- Herefordshire in Ludlow College – edina visokošolska ustanova v okrožju in največja v smislu lastništva nepremičnin,

National School of Blacksmithing je najstarejši kovaški kolidž v Veliki Britaniji in tudi največji objekt za usposabljanje kovačev v Evropi, 
- Hereford Sixth Form College,
- Royal National College za slepe – ena najboljših šol v Evropi za slepe in slabovidne študente in ena od le dveh v Veliki Britaniji.

## Družba in kultura

### Kmetijstvo
Kmetijstvo je igralo pomembno vlogo v zgodovini okraja Herefordshire. Več let je bilo mesto Hereford center in gostitelj tržnice goveda, mnogo let glavna tržnica. 
Ob izbruhu slinavke in parkljevke leta 2001 so imeli precej škode. Trg je bil leta 2003 premaknjen na obrobje mesta, dotedanja lokacija pa je bila obnovljena. Nova tržnica goveda je odprla svoja vrata avgusta 2011.

## Pomembni prebivalci
John Kemble, katoliški duhovnik in mučenec, se je rodil v bližini Hereforda.
Nell Gwynne, David Garrick in Sarah Siddons so igralci in igralke, zgodovinske osebnosti, povezane s Herefordom.
General major Stringer Lawrence, prvi vrhovni poveljnik britanskih sil v Indiji, pod katerega poveljstvom je služil Robert Clive, rojen v Herefordu.

## Znamenitosti
.
The Old House je zgodovinska hiša v središču High Towna v Hereford Cityju. Zdaj je muzej o življenju v dobi kralja Jakoba I. v 1600-ih, ko je bila zgrajena.
Herefordski muzej in umetnostna galerija sta viktorijanski gotski stavbi, odprti leta 1874, predstavljata artefakte, likovne in dekorativne umetnosti, povezane z lokalnim območjem.
Hereford Cider Museum, muzej jabolčnika s trgovino in interaktivnim vodnikom za proizvodnjo pijač. Je v stari tovarni jabolčnika in je bil ustanovljen leta 1980–1981.
Herefordska stolnica datira iz 1079 in hrani Mappa Mundi, srednjeveški zemljevid sveta iz 13. stoletja, ki je bil obnovljen v poznem 20. stoletju. Vsebuje tudi svetovno znano Chained knjižnico. 
Holme Lacy House, ki je zdaj hotel; stavba je zgradil John Scudamore leta 1500. Tu se je zvrstila vrsta znanih zgodovinskih osebnosti. 

## Pobratena mesta
- Dillenburg, Germany
- Vierzon, France (since 1994)[21]